# Edith Rigby

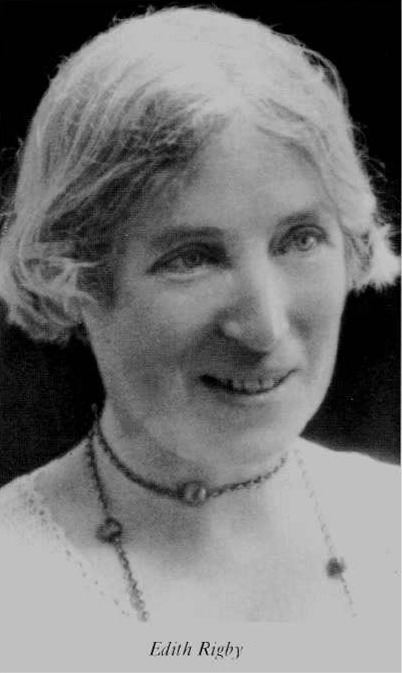
Edith Rigby, 1900

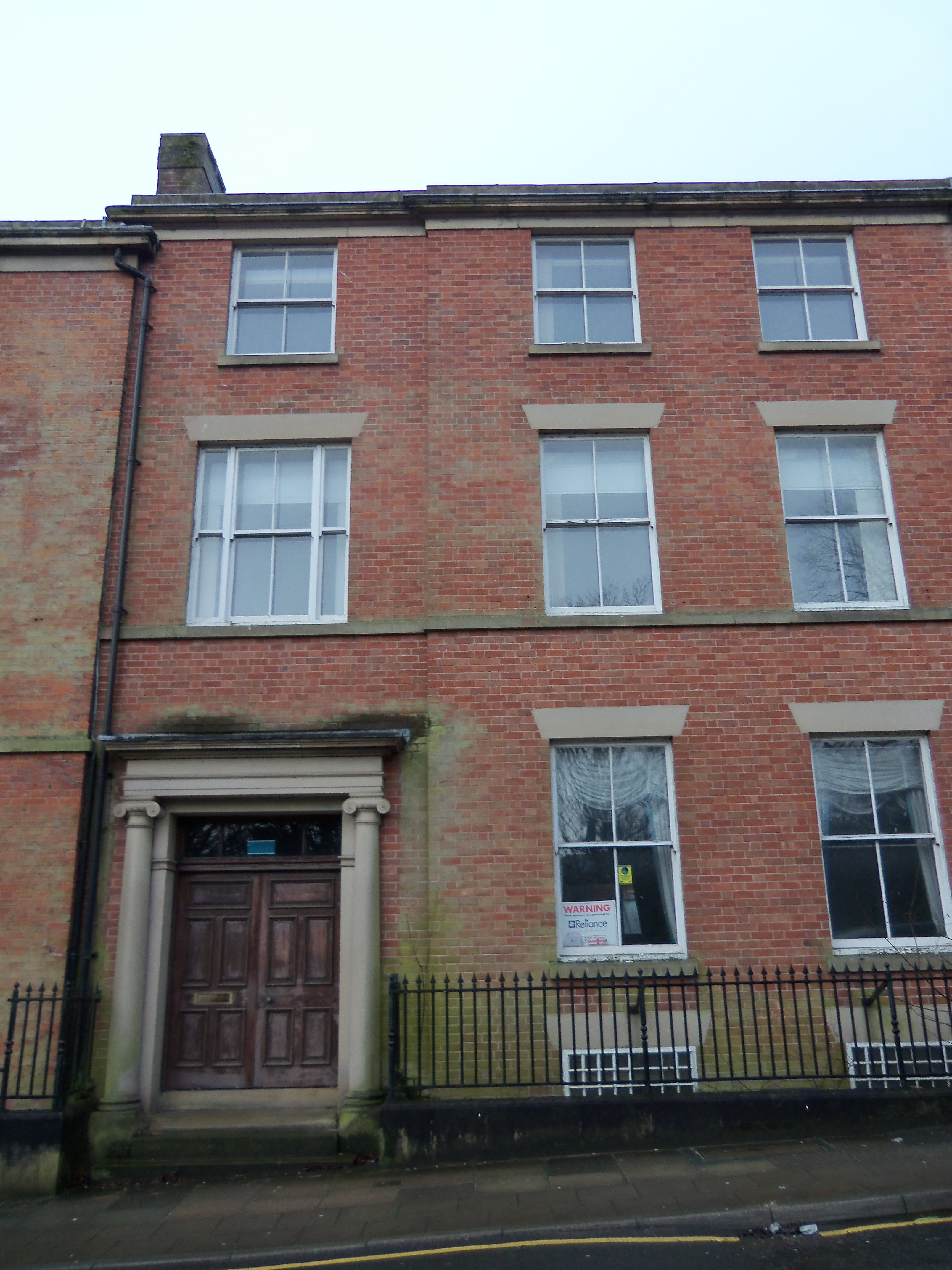
Edith Rigbys Haus in Preston

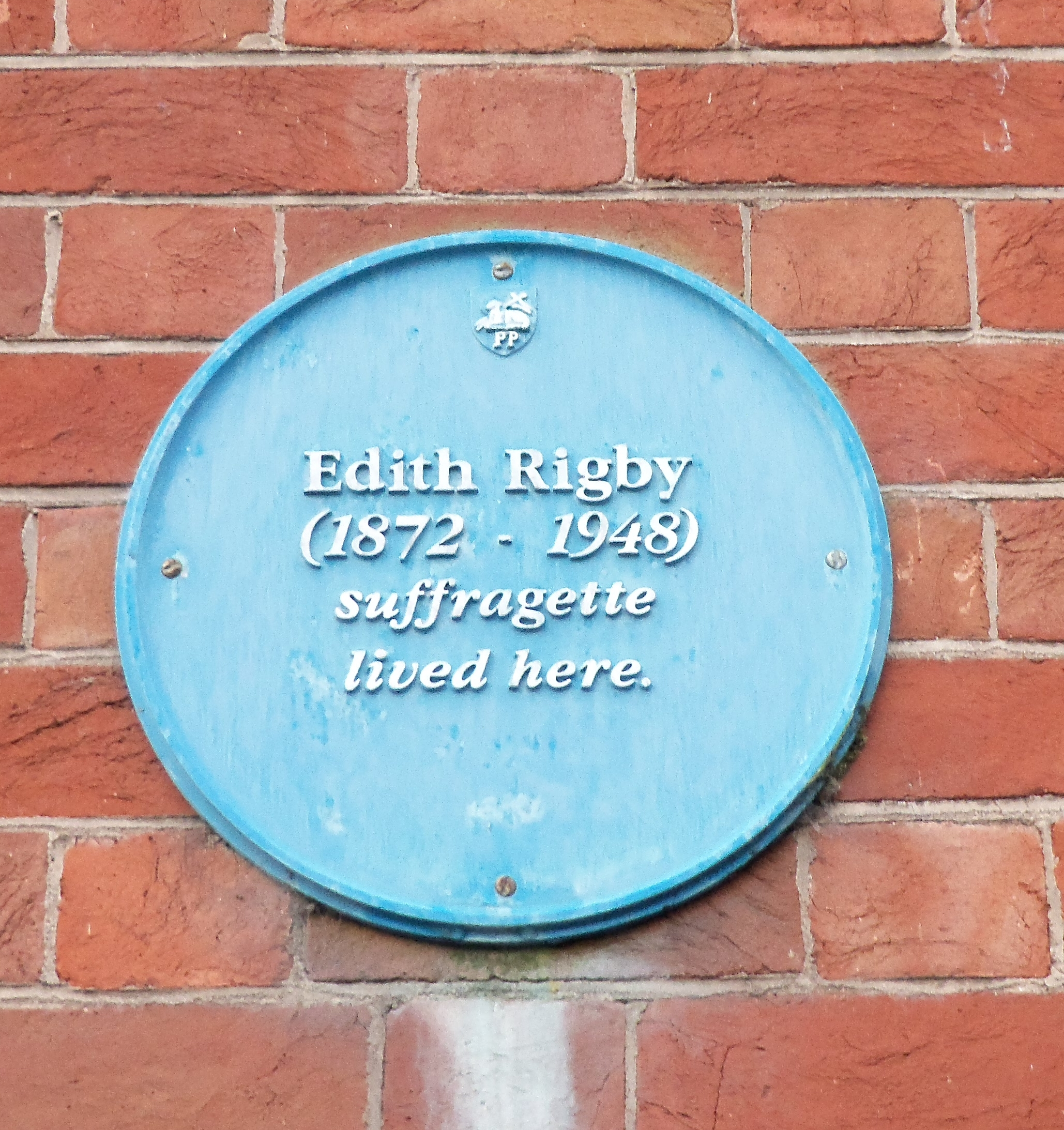
Blue Plaque für Rigby am Winckley Square, Preston (mit falschem Todesdatum)

Edith Rigby, geborene Rayner (* 18. Oktober 1872 in Preston, Lancashire; † 23. Juli 1950 in Llanrhos, Conwy, Conwy County Borough), war eine englisch-britische Suffragette.

## Leben
Rigby wurde als zweites von sieben Kindern von Alexander Clement Rayner, einem Arzt, und Mary, geborene Pilkington Sharples, geboren. Rigby besuchte die Preston High School und das Penrhos College in Nordwales.
Sie heiratete 1893 Charles Samuel Alfred Rigby, einen Arzt, und lebte mit ihm am Winckley Square in Preston. Schon früh hinterfragte sie die Unterschiede zwischen Frauen aus der Arbeiterklasse und aus der Mittelschicht, und nach ihrer Heirat setzte sie sich für die Verbesserung der Lebensbedingungen der Frauen und Mädchen ein, die in den örtlichen Mühlen arbeiteten. 1899 gründete sie die St Peter’s School, die es diesen Frauen ermöglichte, sich zu treffen und ihre Ausbildung fortzusetzen, die ansonsten im Alter von 11 Jahren geendet hatte. Sie kritisierte auch die Behandlung der Bediensteten ihrer Nachbarn. Die Rigbys hatten selbst Bedienstete, gestatteten ihnen aber gewisse unkonventionelle Freiheiten, wie die Möglichkeit, im Esszimmer zu essen und keine Uniform tragen zu müssen.
1907 gründete sie den Zweig der Women’s Social and Political Union (WSPU) in Preston. Rigby warb neue Mitglieder aus den Reihen der örtlichen Independent Labour Party an. Eine ihrer Mitstreiterinnen, Eleanor Higginson, wurde zu einer lebenslangen Freundin. Rigby nahm 1908 zusammen mit Christabel und Sylvia Pankhurst an einem Marsch zu den Houses of Parliament in London teil. Siebenundfünfzig Frauen, darunter auch Rigby, wurden verhaftet und zu einem Monat Gefängnis verurteilt.
1909 wurde sie erneut wegen Behinderung eines Besuchs von Winston Churchill verhaftet. Sie wurde zusammen mit Grace Alderman, Catherine Worthington und Beth Hesmondhalgh vor Gericht gestellt. Sie kamen für sieben Tage ins Gefängnis, mit Ausnahme von Rigby, da ihr Vater die Geldstrafe bezahlte und behauptete, sie sei nur in schlechter Gesellschaft von „bezahlten Frauen“ gewesen. Ediths Bruder Arther soll auf eine andere Suffragette, Margaret Hewitt, gezeigt und gesagt haben, dass alles auf that painted jezebel zurückzuführen sei.
Bei der Volkszählung von 1911 entzog sich Rigby, indem sie sich anderen auf einer Hausparty in Manchester anschloss, möglicherweise auf der von Jessie Stephenson organisierten Dennison House Party.
Bei späteren Verhaftungen und Verurteilungen (insgesamt sieben) nahm Rigby an Hungerstreiks teil und wurde zwangsernährt. Unter anderem legte sie am 5. Juli 1913 eine Bombe im Liverpool Cotton Exchange Building und obwohl später vor Gericht festgestellt wurde, dass „die Explosion keinen großen Schaden angerichtet hatte“, wurde Rigby für schuldig befunden und zu neun Monaten Haft mit Zwangsarbeit verurteilt. Rigby wurde wie andere von der WSPU mit der sogenannten „Hungerstreikmedaille“ For Valour ausgezeichnet.
Sie behauptete auch, am 7. Juli 1913 den Bungalow von William Lever in Brand gesteckt zu haben. Das Anwesen auf dem Rivington Pike in der Nähe in den West Pennine Moors enthielt eine Reihe wertvoller Gemälde, und der Anschlag verursachte einen Schaden von 20.000 Pfund. Danach sagte sie:

„I want to ask Sir William Lever whether he thinks his property on Rivington Pike is more valuable as one of his superfluous houses occasionally opened to people, or as a beacon lighted to King and Country to see here are some intolerable grievances for women.“

„Ich möchte Sir William Lever fragen, ob er denkt sein Anwesen in Rivington Pike sei wertvoller als eines unter seinen vielen Häuser, das gelegentlich für das Volk geöffnet wird, oder als ein Leuchtfeuer, das König und Land zeigt, dass es hier einige unerträgliche Missstände für Frauen gibt.“

Rigby war nicht mit der 1914 getroffenen Absprache zwischen Regierung und WSPU einverstanden, nach der zur Unterstützung des Ersten Weltkriegs militante Aktionen der Suffragetten eingestellt werden sollten und die Regierung im Gegenzug Gefängnisstrafen verkürzte. Sie schloss sich der abgespaltenen Independent Women’s Social and Political Union an und gründete einen Zweig in Preston.
Laut Elizabeth Ashworth in Champion Lancastrians war Rigby 1888 die erste Frau in Preston, die ein Fahrrad besaß. Während des Ersten Weltkriegs kaufte sie in der Nähe von Preston ein Cottage namens Marigold Cottage und nutzte es, um Lebensmittel in Kriegszeiten zu produzieren. Mit kurzen Haaren und in Männerkleidung baute sie Obst und Gemüse an und hielt Tiere und Bienen, wobei sie den Lehren Rudolf Steiners folgte. Sie führte eine glückliche Ehe mit ihrem Mann, der mit ihr in ihrem Cottage lebte, und das Paar adoptierte einen Sohn namens Sandy. In den 1920er Jahren war Rigby Gründungsmitglied und Präsidentin Women's Institute in Hutton und Howick.
1926 ging Charles Rigby in den Ruhestand und das Paar baute ein neues Haus außerhalb von Llanrhos in Nordwales. Charles Rigby starb jedoch, bevor es fertiggestellt war, und Rigby zog Ende 1926 allein dorthin. Sie verfolgte weiterhin Steiners Werk, gründete einen eigenen „Anthroposophischen Kreis“ und besuchte eine seiner Schulen in New York.
Im hohen Alter erkrankte sie an Parkinson und starb 1950.